# Ignatovți, Veliko Tărnovo
Ignatovți (în bulgară Игнатовци) este un sat în comuna Elena, regiunea Veliko Tărnovo,  Bulgaria. 

## Demografie
Componența etnică a satului Ignatovți
     Bulgari (77,77%)
     Nicio identificare (22,22%)
     Altele (0%)
La recensământul din 2011, populația satului Ignatovți era de 9 locuitori. Din punct de vedere etnic, majoritatea locuitorilor (77,77%) erau bulgari. Pentru 22,22% din locuitori nu este cunoscută apartenența etnică.